# 段小缨
段小缨（Rachel Duan，1970年7月25日—），中华人民共和国女性企業高管，曾擔任通用电气大中华区总裁兼首席执行官。段小缨是通用电气大中华区首位本土首席执行官，亦是通用电气大中华区首位女性首席执行官。

## 生平
段小缨生於上海，本科畢業於上海外国语大学经济专业。後來獲得威斯康星大学麦迪逊分校工商管理硕士学位。1996年加入通用电气审计部。2000年，段小缨升任通用电气高级审计经理。2006年，段小缨成为通用电气高新材料集团的大中华区总裁兼首席执行官。随后担任从通用电气剥离重组的迈图高新材料集团亚太区总裁兼首席执行官，2010年返回通用电气出任通用电气医疗集团大中华区总裁。2014年7月出任通用电气大中华区总裁兼首席执行官。2019年出任通用電氣的高级副总裁及国际业务总裁兼首席执行官。2019年7月離開通用電氣。之後段小缨又出任安盛、赛诺菲、汇丰控股独立非执行董事。